# Telescópio Espacial Kepler
O Telescópio Espacial Kepler consistiu em um observatório espacial projetado pela NASA que procurou por planetas com características habitáveis fora do Sistema Solar por nove anos e meio. Para esta finalidade, a sonda observou as 100 000 estrelas mais brilhantes do céu, a fim de detectar alguma ocultação periódica de uma estrela por um de seus planetas. Ao todo, Kepler foi responsável pela descoberta de 2 720 exoplanetas. Em 30 de outubro de 2018, a NASA anunciou a aposentadoria da sonda devido ao esgotamento do seu sistema de controle de reação, e a missão foi considerada encerrada. 
Kepler não permaneceu em órbita da Terra, mas sim em uma órbita de perseguição à órbita solar da Terra, a fim de que a Terra não oculte estrelas que estejam sendo observadas pelo observatório, além de este ficar distante das luzes da Terra. O observatório foi lançado em 6 de março de 2009.
A sonda tem uma massa estimada de 995 kg, e seu principal instrumento é um fotômetro de 0,95 metro de diâmetro. Ele tem um campo de visão aproximado de dois punhos fechados, na distância de um braço esticado. Deverá bater uma foto a cada três segundos e deverá custar em torno de 467 milhões de dólares.
A sonda Kepler não opera mais em sua função primária, devido a um defeito no sistema giroscópico. Os primeiros resultados principais foram anunciados em 4 de janeiro de 2010, estudos realizados na Terra sobre os dados das primeiras seis semanas, revelam cinco planetas antes desconhecidos, todos bem próximos de suas estrelas, um do tamanho próximo ao de Netuno e quatro do tamanho de Júpiter. Um deles, Kepler-7b é o planeta menos denso descoberto até agora.
Tendo tido defeitos no seu sistema giroscópico desde maio de 2013 sem solução, em 15 de agosto de 2013 a NASA anunciou que desistiu de tentar consertar as duas rodas de equilibro que falharam, onde mantinham a "mira' e alinhamento de observação do telescópio. Isto significa que a missão atual precisa ser modificada, mas não significa necessariamente o fim do caçador de planetas. A NASA pediu à comunidade para propor planos de missões alternativas potencialmente incluindo pesquisas que permitam buscas de exoplanetas, usando as últimas duas rodas ainda boas de reação e propulsão. Em 18 de novembro de 2013, foi criada a K2 (também chamada "Second Light"), uma proposta de plano que pode incluir a utilização do Kepler mesmo com deficiência, de alguma forma que ainda poderia detectar planetas habitáveis em torno de uma menor dimensão, de estrelas anãs vermelhas, onde foi relatado posteriormente e apresentado com mais detalhes a respeito. Especula-se que sistemas mecânicos, quando em longo período no espaço, tal qual as rodas desse giroscópio, tendem a falhar em temperaturas extremamente baixas e daí a tais falhas irrecuperáveis do telescópio. Em 30 de outubro de 2018, a Nasa anunciou em uma coletiva de imprensa que o telescópio espacial Kepler não pode mais procurar planetas orbitando outras estrelas, terminando a missão de 9 anos e meio.

## Objetivos científicos da missão
O objetivo da missão foi explorar a estrutura e a diversidade dos sistemas planetários. Para atingir este objetivo, um grande número de estrelas foram observadas. Esta missão procurou:
1. Determinar quantos planetas do tipo da Terra e de grandes planetas existem nas proximidades da zona de Goldilocks(*) de um amplo espectro variável de estrelas;
2. Determinar o tamanho das órbitas destes planetas;
3. Estimar quantos planetas existem em sistemas de múltiplas estrela;
4. Determinar o tamanho e o tipo da órbita, brilho, tamanho, massa e densidade dos planetas gigantes de período curto;
5. Identificar membros adicionais a cada descoberta de um sistema planetário, fazendo o uso de outras técnicas;
6. Determinar as propriedades das estrelas que hospedam sistemas planetários.

(*) Zona de Goldilocks (Região habitável) é uma faixa de distância em torno de uma estrela onde um planeta possa a vir desenvolver alguma forma de vida, sem ser muito quente e nem ser muito frio. Os planetas Mercúrio e Netuno são exemplos de planetas que estão fora da região habitável, por apresentarem temperaturas extremas.
A missão Kepler foi designada a testar as seguintes hipóteses:
- A maioria das estrelas como o Sol tem planetas como a Terra, dentro ou próximo da região habitável;
- Uma média de dois planetas do tamanho da Terra situados a uma distância entre 0,5 e 1,5 UA, baseado no nosso Sistema Solar e nas teorias de Wetherill (1996).

A missão Kepler também forneceu dados para futuras missões da NASA semelhantes como a missão Space Interferometry Mission (SIM) e a missão Terrestrial Planet Finder (TPF), pois ela permitirá que:
- Sejam identificadas estrelas que tenham características comuns e que possam ser hospedeiras de planetas, e assim submetê-las a uma pesquisa mais profunda;
- Seja definido o volume de espaço necessário a ser pesquisado, otimizando a pesquisa;
- a futura sonda SIM seja apontada para os sistemas estelares dos quais já se saiba que tenham planetas do tipo da Terra em suas órbitas.

## Método de detecção de um planeta extrassolar

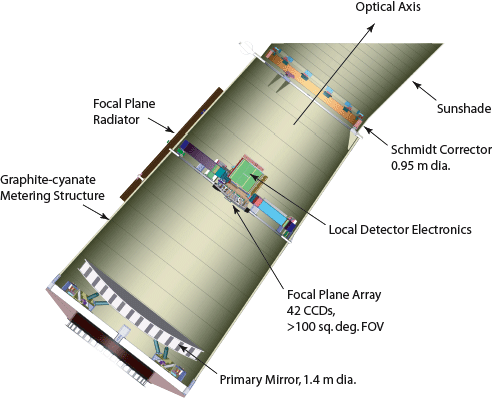
Desenho esquemático do fotômetro

Quando um planeta passa na frente de uma estrela vista de um observador, este evento é denominado de trânsito. O trânsito de planetas terrestres produzem uma pequena alteração no brilho de uma estrela, em torno de 1/10 000 (100 partes por milhão, ppm), por um período de 2 até 16 horas. Esta alteração deve ser absolutamente periódica se for causada por um planeta. Adicionalmente, sabe-se que todo trânsito produzido por um mesmo planeta deverá produzir a mesma alteração no brilho de uma estrela, no mesmo intervalo de tempo.
O tamanho da órbita e a dimensão do planeta poderão ser calculados a partir do seu período (quanto tempo um planeta leva para orbitar uma vez ao redor da estrela) e do nível de alteração do brilho, quando em trânsito (quanto o brilho de uma estrela enfraquece). Do tamanho da órbita do planeta e da temperatura da estrela poderão ser avaliadas as características da temperatura do planeta.
Um instrumento do Observatório Kepler em especial, o seu telescópio de 0,95 metro de diâmetro, denominado de fotômetro, ou medidor de luz, é o principal responsável por estas medições acima descritas. Ele tem um grande campo de visão e poderá continuamente e simultaneamente monitorar o brilho de mais de 100 mil estrelas por todo o período da missão, que é de quatro anos.
Um planeta em trânsito, visto do nosso sistema solar, tem a sua órbita alinhada em nossa direção. O alinhamento deverá ser menos crítico para planetas que orbitem próximo de suas estrelas. A probabilidade de que as órbitas estejam perfeitamente alinhadas será algo em torno de 0,5%.
Um fotômetro bastante confiável deve estar baseado no espaço, para conseguir obter maior precisão em suas leituras sem sofrer as interrupções causadas pela variação do dia-noite e pelas perturbações atmosféricas que os observatórios situados na Terra estão sujeitos a sofrer.

## Resultados obtidos
Em 11 de janeiro de 2011 os cientistas da NASA confirmaram a descoberta do primeiro planeta rochoso, chamado Kepler-10b. Medindo 1,4 vez o tamanho da Terra, é o menor planeta já descoberto fora do sistema solar. A descoberta desse chamado exoplaneta é baseada em mais de oito meses de dados, coletados pelo observatório de maio de 2009 e início de janeiro de 2010.
Em 2 de fevereiro de 2011 cientistas da NASA anunciaram a descoberta da estrela batizada de Kepler-11, a 2 000 anos-luz da Terra, que é bem parecida com o Sol. São seis planetas identificados até agora ao redor da Kepler-11, variando entre 2,3 e 13,5 vezes a massa da Terra - os maiores têm dimensões comparáveis a Urano e Netuno. Cinco deles têm períodos orbitais entre 10 e 47 dias, o que significa que a órbita de todos eles fica dentro de uma região que cabe dentro da órbita de Mercúrio. É um sistema planetário absolutamente compactado. O sexto planeta é maior e só um pouco mais distante, com um período orbital de 118 dias e uma massa ainda indeterminada - se estivesse em nosso Sistema Solar, orbitaria entre Mercúrio e Vênus.
Em 15 de agosto de 2013 a NASA anunciou que Kepler não iria mais continuar procurando por planetas usando o método de trânsito depois de tentativas para resolver seus problemas com duas das quatro rodas de reação que falharam.
Em 23 de julho de 2015 cientistas da NASA anunciaram a descoberta do planeta mais parecido com a Terra batizado de Kepler 452b. Ele é muito parecido à Terra, porém é maior - tem cerca de 5 vezes a massa da Terra e o seu equador é maior em cerca de 60%. Kepler 452b tem também mais seis mil milhões de anos de idade do que o planeta onde vivemos. Encontra-se naquela que é conhecida a ''zona habitável'' da sua estrela, a zona onde permite que a água à sua superfície esteja em estado líquido.
Ainda com seus problemas técnicos, foram encontrados 1 235 candidatos a planetas sendo que 54 estariam em zonas habitáveis.
Veja um resumo das descobertas anunciadas dia 2 de fevereiro de 2011 pela equipe do telescópio Kepler:
- 1 235 candidatos a planeta
- 662 com dimensões semelhantes à de Netuno
- 288 "super-Terras", entre 1,25 e 2 vezes o tamanho da Terra
- 184 gigantes gasosos, 165 do tamanho aproximado de Júpiter e 19 maiores do que Júpiter
- 170 possíveis sistemas multiplanetários, com dois ou mais candidatos orbitando a mesma estrela
- 68 "exo-Terras", com dimensões até 1,25 vez o tamanho da Terra
- 54 "exo-Terras" circulando na zona habitável ao redor de suas estrelas, podendo ter água em estado líquido em suas superfícies
- 5 ao mesmo tempo do tamanho da Terra e orbitando na zona habitável

Estes dados são baseados nos resultados das observações realizadas de 12 maio até 17 de setembro de 2009, de mais de 156 000 estrelas no campo de visão do Kepler, que abrange cerca de 1/400 do céu.

## Sobre o observatório
- É uma nave espacial que serve de base para um fotômetro de 0,95 metros de abertura
- Espelho primário: reflexão de cerca de 85% da luz incidente.
- Detector: 42 unidades de CCDs, medindo 2 200x1 024 pixels
- Massa estimada da sonda: 955 kg
- Energia estimada a ser gerada: 527 W

## Características da missão

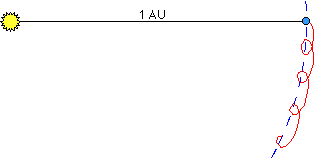
Trajetória do Observatório Kepler

- Veículo lançador: foguete Delta II modelo D2925-10L.
- Tipo de órbita: heliocêntrica em torno da Terra.
- Centro de controle da missão: Universidade do Colorado. (LASP)
- Telemetria: executada pela Deep Space Network.
- Rotina de contacto com a sonda: a cada 4 ou 5 dias.
- Monitoração sistemática de cerca de 100 mil estrelas.
- Tempo de duração da missão: 4 anos.

## Outras missões espaciais similares
- Space Interferometry Mission (SIM)
- Terrestrial Planet Finder (TPF)

## Programa Discovery
A missão Kepler é uma missão pertencente ao programa de exploração espacial da NASA denominado de Programa Discovery. É um programa científico que estabeleceu metas para o desenvolvimento de missões de baixo custo para a pesquisa espacial.

## Aposentadoria

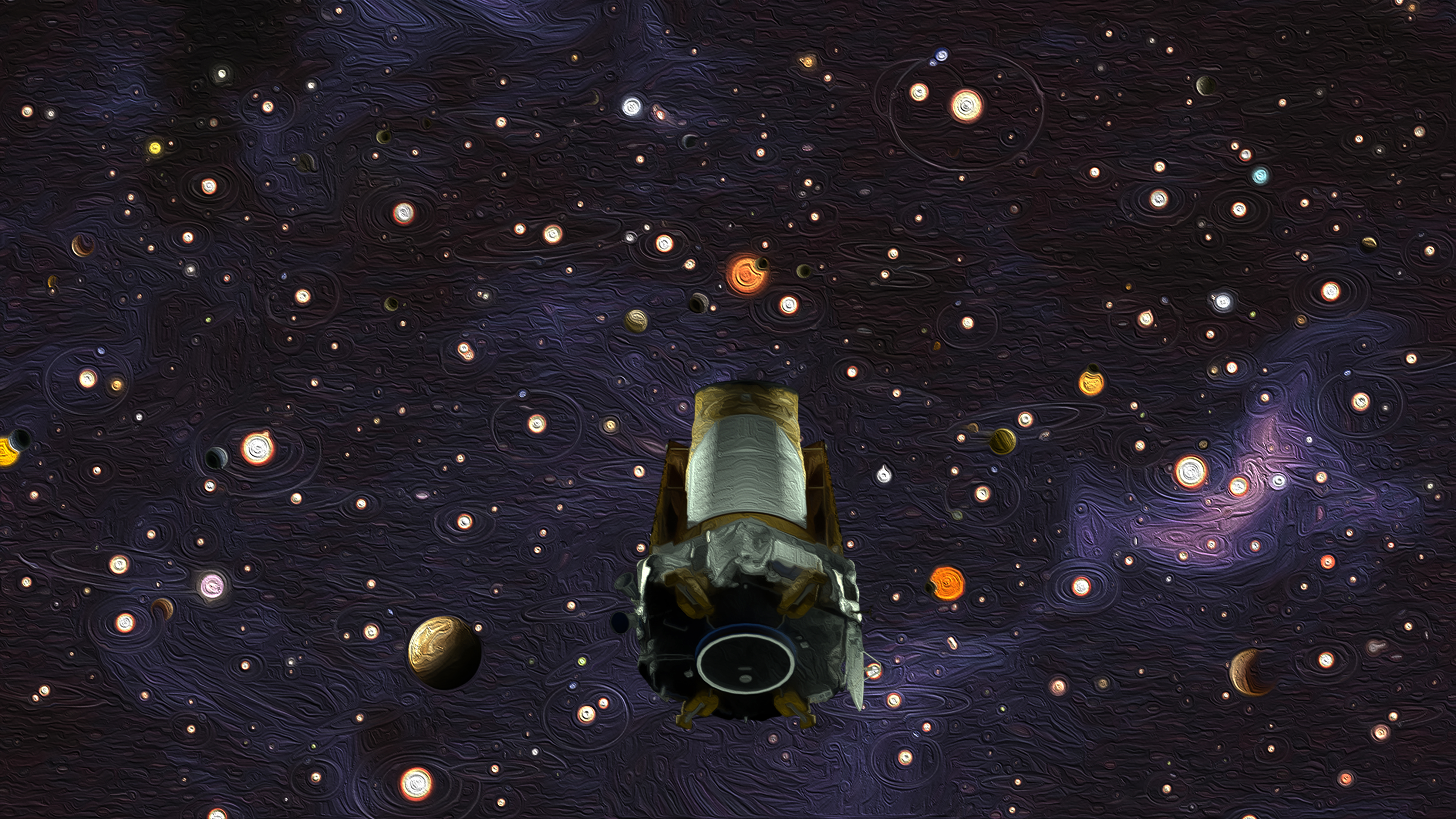
Aposentadoria do telescópio espacial Kepler - 30 de outubro de 2018 (tributo artístico)

No dia 30 de outubro de 2018, NASA anunciou que o telescópio espacial Kepler, tendo ficado sem combustível, e depois de nove anos de serviço e a descoberta de mais de 2 600 exoplanetas, foi aposentado oficialmente, e vai manter sua órbita atual e segura, longe da Terra.